# Eileen Gu
Eileen Gu   (San Francisco, 3 de setembre de 2003) és una esportista xinesa nascuda als Estats Units que competeix en esquí acrobàtic.
Va participar en els Jocs Olímpics de Pequín 2022, obtenint una medalla d'or en la prova de big air.
Va guanyar tres medalles en el Campionat Mundial d'Esquí Acrobàtic de 2021, or en les proves de halfpipe i slopestyle i bronze en el big air. Addicionalment, va aconseguir tres medalles en els X Games d'Hivern.
Tot i haver nascut als Estats Units, va decidir competir internacionalment per a la Xina. A més de la seua activitat esportiva, cursa estudis de periodisme en la Universitat Stanford i treballa com a model professional.

## Biografia
Gu va nàixer el 3 de setembre de 2003, a San Francisco, Califòrnia, d'una mare xinesa anomenada Yan Gu i un pare americà. Sa mare va assistir a la Universitat de Pequín on estudià enginyeria química. Yan era una estudiant esportista de l'equip femení de patinatge de velocitat de la Universitat de Pequín i instructora d'esquí.
Yan es va traslladar de la Xina als Estats Units als vint anys, matriculant-se a Universitat d'Auburn i la Universitat Rockefeller. Va ser durant la seua estada en aquella Universitat que comença a esquiar a la Hunter Mountain a l'estat de Nova York; continuant l'afició després de traslladar-se a l'àrea de la badia de San Francisco, mentre obtenia un MBA a la Universitat Stanford. Mentre era allà, Yan va inscriure la seua filla a classes d'esquí al llac Tahoe, per tal que ambdues pogueren estar juntes. Sa, en declaracions de Gu, "va crear accidentalment una esquiadora professional". Gu va ser criada per sa mare i la seua iaia, i parla amb fluïdesa xinés mandarí i anglés. Toca el piano com a hobby, i també té una carrera artística com a model. Gu ha escrit sobre les seues experiències amb el racisme anti-asiàtic als Estats Units.
L'1 de març de 2021, Gu va escriure en la seua pàgina personal de Sina Weibo que havia estat reconeguda com a candidata per al Programa de becaris presidencials dels EUA com a candidata de gener de 2021 de l'escola secundària de la Universitat de San Francisco. No va rebre la beca, i es va graduar abans d'hora a l'escola secundària. El febrer de 2022, The Washington Post va informar que Gu havia sigut admesa a la Universitat Stanford, una de les alma mater de sa mare, i comença els estudis després dels Jocs Olímpics d'Hivern de 2022.

## Nacionalitat
Nascuda als Estats Units d'un pare nord-americà i una mare immigrant de primera generació de la Xina, Gu ha competit per la Xina des del juny del 2019 després de sol·licitar un canvi de nació a la Federació Internacional d'Esquí. El seu objectiu era competir per la Xina als Jocs Olímpics d'hivern de 2022. En anunciar el canvi, va dir que a través de l'esquí espera "ajudar a inspirar milions de joves" a la Xina i "unir la gent, promoure l'entesa comuna, crear comunicació i forjar amistats entre nacions".
Gu s'ha negat a revelar la seua ciutadania. La Xina no reconeix la doble ciutadania i el consolat general xinés a Nova York va dir a la BBC que Gu hauria d'haver estat naturalitzada o obtingut l'estatus de residència permanent a la Xina per competir pel seu equip. En entrevistes, Gu ha comentat que "Ningú pot negar que sóc americana, ningú pot negar que sóc xinesa". També va dir: "Quan estic als EUA, sóc nord-americana, però quan sóc a la Xina, sóc xinesa".

## Esports

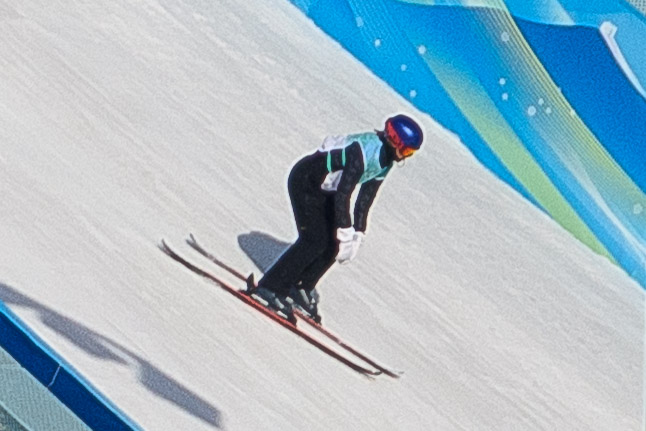
La seua primera cursa a Freeski Big Air Qualification femení, 2022

Gu va participar al Campionat del Món d'esquí i surf de neu FIS Freestyle 2021, guanyant dos medalles d'or en Freeski Halfpipe i Freeski Slopestyle. Gu es va convertir en el primer freeskier a guanyar dos ors al Campionat del Món de Freeski FIS. També va guanyar una medalla de bronze en Freeski Big Air. També va resultar ferida en l'esdeveniment amb una mà trencada.
El 2021, Gu es va convertir en la primera dona en aterrar un forward doble cork 1440.

### Jocs Olímpics de Pequín 2022
Als Jocs Olímpics d'Hivern de 2022, Gu es va convertir en el medallista d'or més jove en esquí lliure, guanyant el gran esdeveniment aeri. Gu va aconseguir el seu primer intent de doble cork 1620, que mai no havia provat en una competició. Va ser la segona dona en aterrar el truc i la primera en fer un gir a l'esquerra 1620.

## Modelatge
Gu també ha fet carrera com a model de moda, i està representada per l'agència IMG Models. Des de gener de 2022, ha participat en diverses campanyes, treballant per a Fendi i Gucci, IWC Schaffhausen, Tiffany &amp; Co. i Louis Vuitton. Gu ha aparegut en múltiples portades de revistes, incloses Elle i Vogue China.
El març de 2021, Gu va dir que havia rebut hostilitat per la seva decisió de competir per la Xina, incloses amenaces de mort i "odi sense fi" a les xarxes socials des dels 15 anys.
Durant la pandèmia de la COVID-19, Gu es va pronunciar contra el racisme anti-asiàtic després dels tiroteigs al balneari d'Atlanta del 2021 i l'assassinat de Vicha Ratanapakdee. Ha descrit la seua pròpia experiència amb el racisme anti-asiàtic, després d'haver suportat un home que cridava obscenitats sobre "els asiàtics que infecten Amèrica" amb COVID-19 a ella i a la seua iaia en una botiga. Gu també dona suport al moviment Black Lives Matter. S'ha descrit com "una ferma defensora de la igualtat de gènere i la representació de les dones en l'esport".
Gu s'ha negat en gran manera a comentar temes polítics relacionats amb la Xina. L'agent nord-americà de Gu, Tom Yaps, va dir a The Economist que "si [Eileen] participa en un article que té dos paràgrafs crítics amb la Xina i els drets humans, això la posaria en perill. Per una cosa d'eixes s'arruina una carrera."